# Canot de sauvetage
Ne doit pas être confondu avec Embarcation de sauvetage ou Canot de secours.

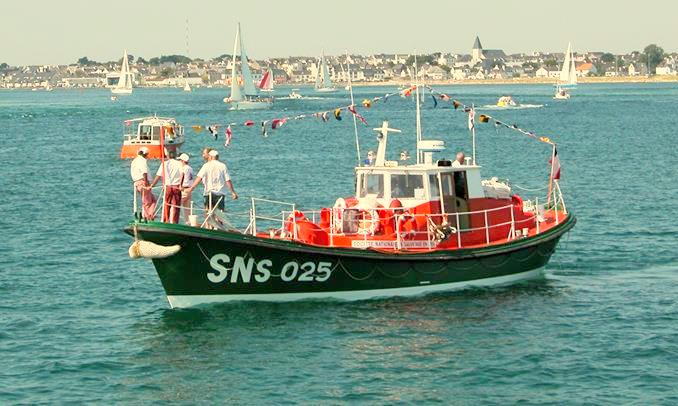
Le Patron Émile Daniel, un canot de sauvetage français classé monument historique.

Un canot de sauvetage, ou vedette de sauvetage, est un bateau conçu à sa construction pour porter assistance aux équipages des navires en difficulté ou en perdition. Il ne faut pas le confondre avec les embarcations de sauvetage (aussi appelées « canots de sauvetage ») à bord d'un gros navire (paquebot, ...) qui ont pour fonction d'être un refuge pour évacuer l'équipage lors d'un sinistre (naufrage, incendie...).
Le canot de sauvetage doit pouvoir naviguer dans des conditions de mer et de vent forts. Un canot apte à intervenir par tous temps doit être puissamment motorisé, pouvoir se redresser tout seul, être stable et étanche, être équipé de systèmes redondants pour faire face aux pannes et avoir un dessin de coque lui permettant de passer dans une mer difficile. Lorsque le bateau en détresse est un navire de taille importante (navire de commerce) la mission du canot de sauvetage se limite à la sauvegarde des équipages ; le navire est alors pris en charge par des remorqueurs.

## Les canots de sauvetage en France
En France le canot de sauvetage est affecté à une station de sauvetage gérée par la Société nationale de sauvetage en mer (SNSM). Il est armé par des volontaires bénévoles.
Les canots et vedettes de sauvetage sont spécialisés en fonction de leur capacité d'intervention. En France, la SNSM utilise la classification suivante :
- Canot tous temps pouvant sortir dans n'importe condition de vents et de mer (portant un numéro commençant par « 0 », leur coque est de couleur verte)
- Vedettes de 1re classe pouvant sortir jusqu'à un vent de force 9 (échelle de Beaufort) (portant un numéro commençant par « 1 », leur coque est de couleur bleue).
- Vedette de 2e classe pouvant sortir jusqu'à un vent de force 7 (échelle de Beaufort) avec un rayon d'intervention limité (portant un numéro commençant par « 2 », leur coque est de couleur bleue).
- Vedette de 3e classe pour des interventions de proximité (portant un numéro commençant par « 3 », leur coque est de couleur bleue).
- Vedettes de 4e classe, appelée plus communément vedette légère, adaptée aux contraintes particulières de sa zone d'intervention (portant un numéro commençant par « 4 », leur coque est de couleur bleue).

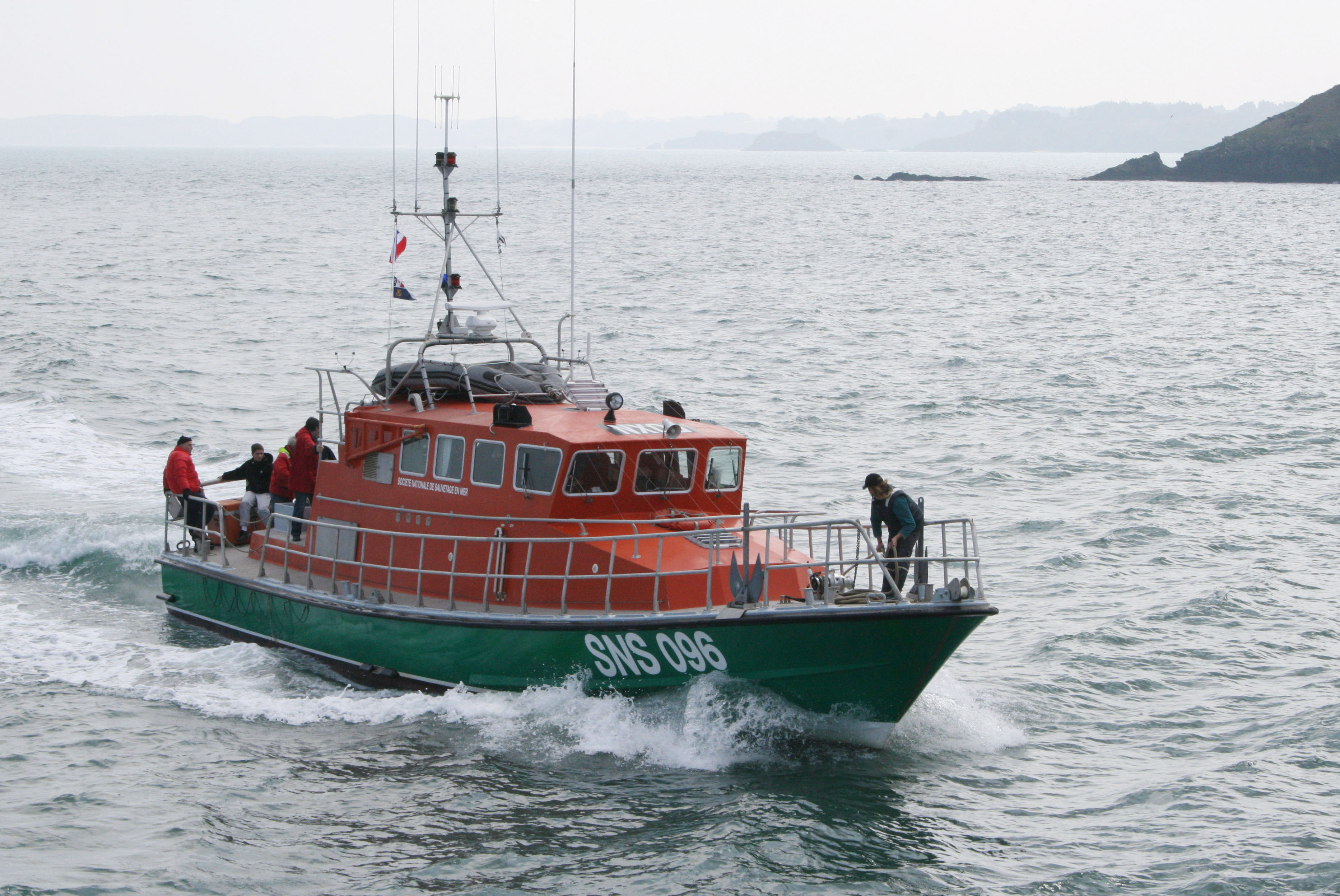
Canot tous temps Belle Isle de la ville du Palais, de Belle-Île-en-Mer.
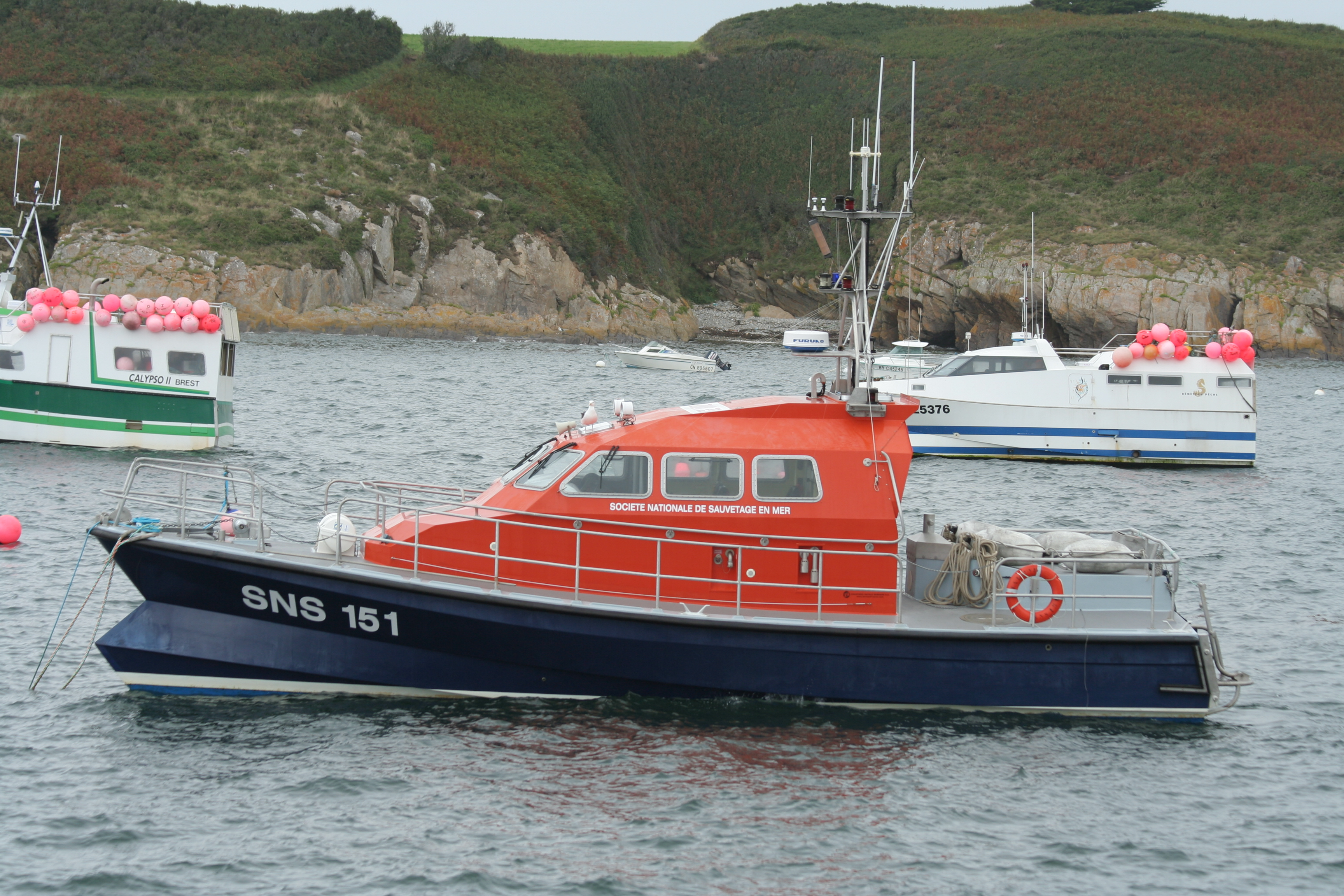
La Louve, la vedette de 1re classe du Conquet.
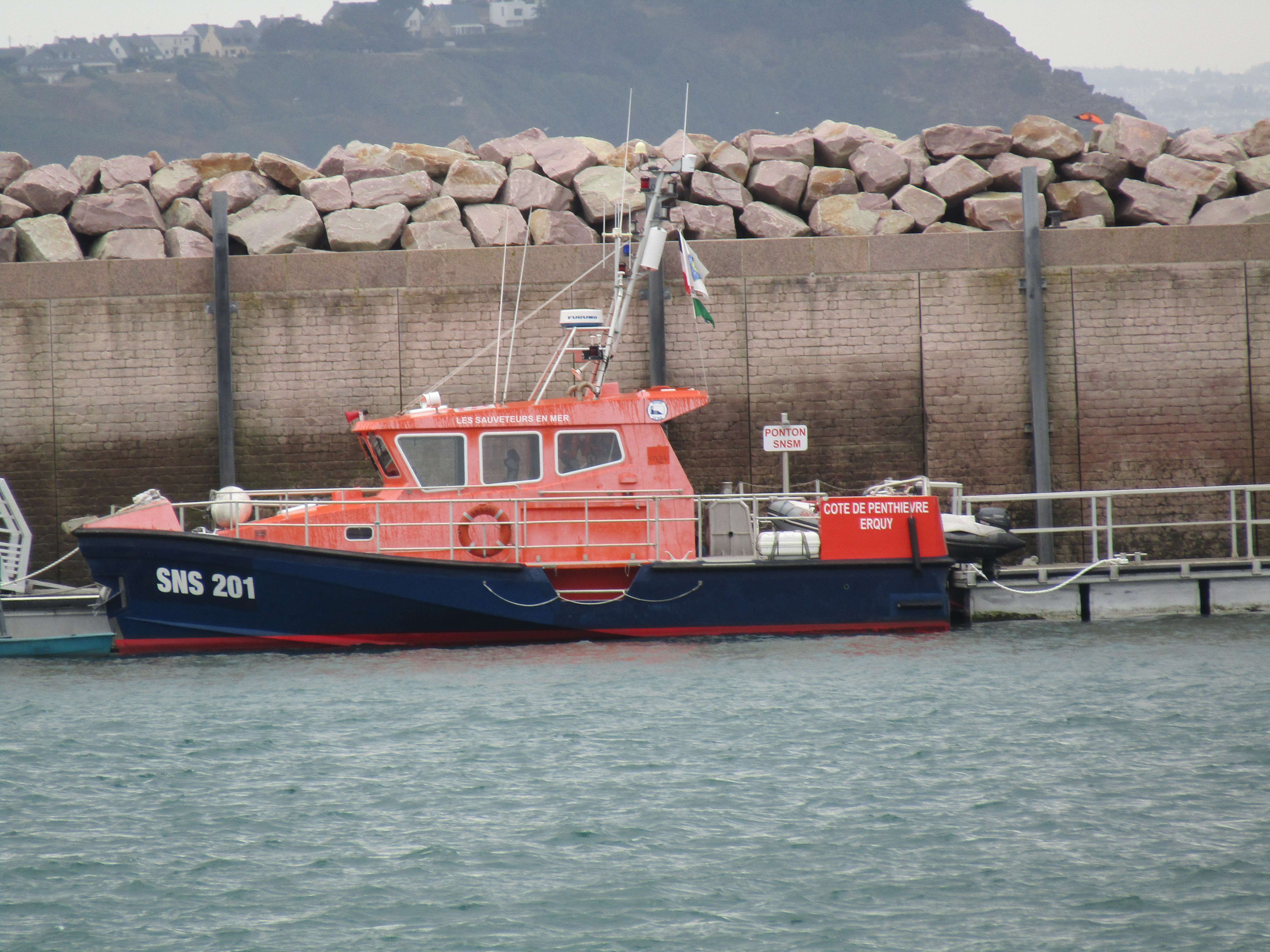
Vedette de 2e classe d'Erquy.
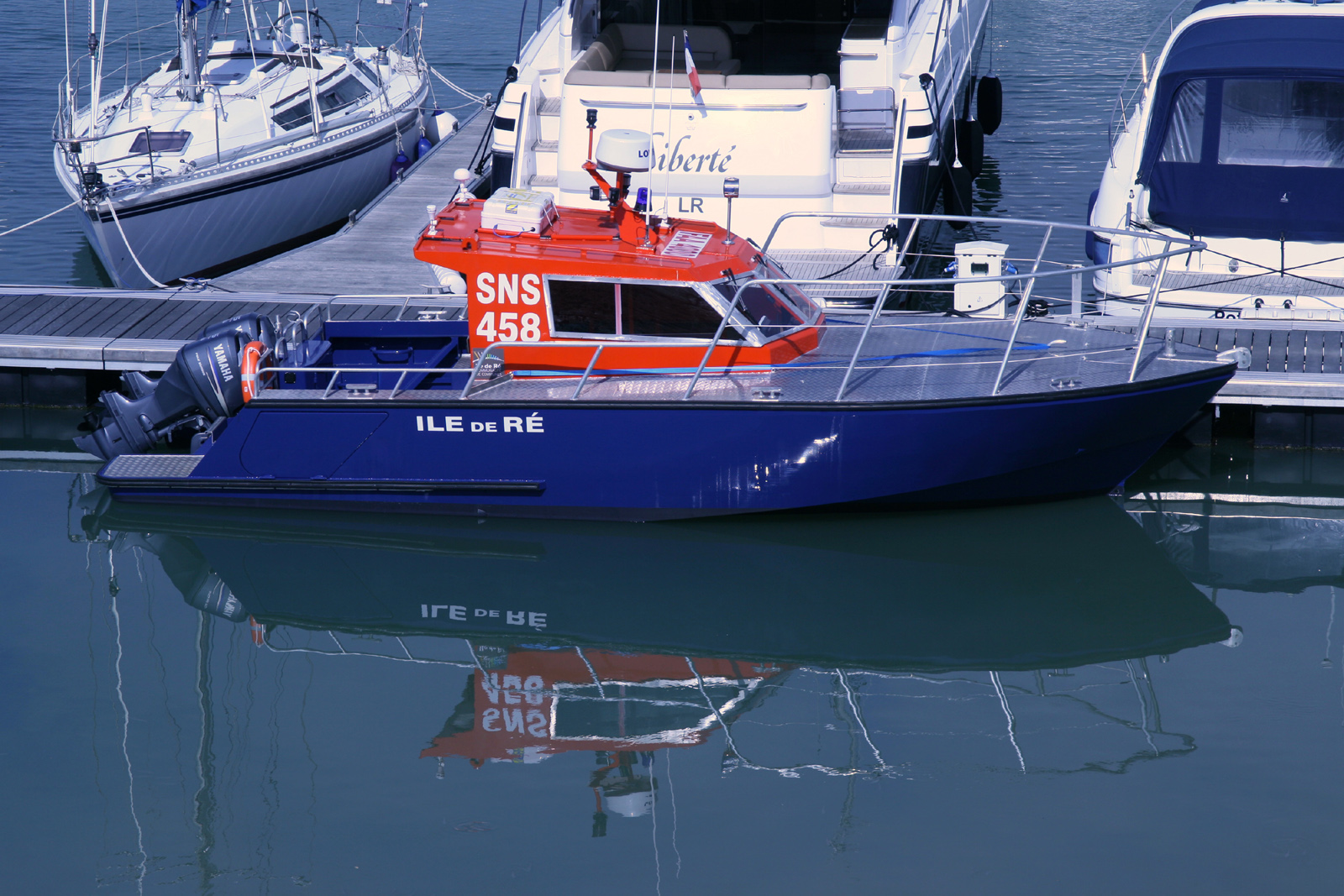
Vedette légère de l'Île de Ré.

## Histoire

### Les canots de sauvetage à rames

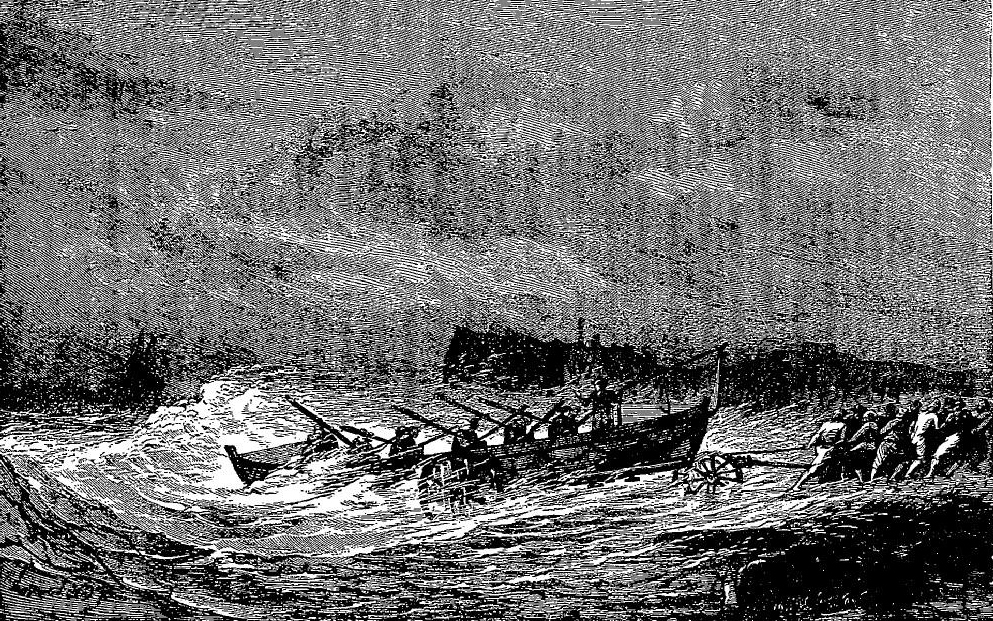
Canot de sauvetage de la Société centrale de sauvetage allant au secours de naufragés (dessin anonyme de 1897).

Il existait aussi des canots de sauvetage à rames dont deux sont classés aux monuments historiques :
- le Benoît-Champy à Cayeux-sur-Mer ;
- le Papa Poydenot au Penmarc'h.

Un troisième, identique, est visible dans la cour du Musée de la pêche de Concarneau et un autre, le Commandant Philippes de Kerhallet, de Roscoff au Musée national de la Marine de Port-Louis.
Ces quatre canots ont été construits au Havre par le chantier Augustin Normand. Ce type de canot de sauvetage à l'aviron de 10,10 mètres de long et de 2,27 mètres de large, équipa de nombreuses stations de sauvetage en France entre 1880 et la décennie 1930 ; il est dit "à redressement" car, en cas de chavirage, il se redressait spontanément en moins de 5 secondes ; il était aussi insubmersible car, même crevée, sa coque flottait encore. Il était muni de deux mâts équipés d'un foc et de deux voiles). Le patron se tenait à l'arrière et l'équipage de 10 hommes était aux avirons.

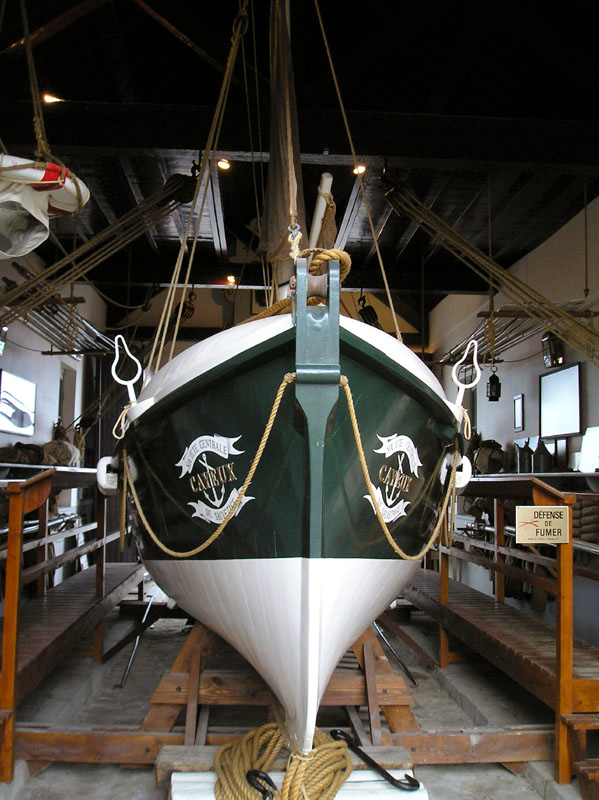
Le Benoît-Champy.
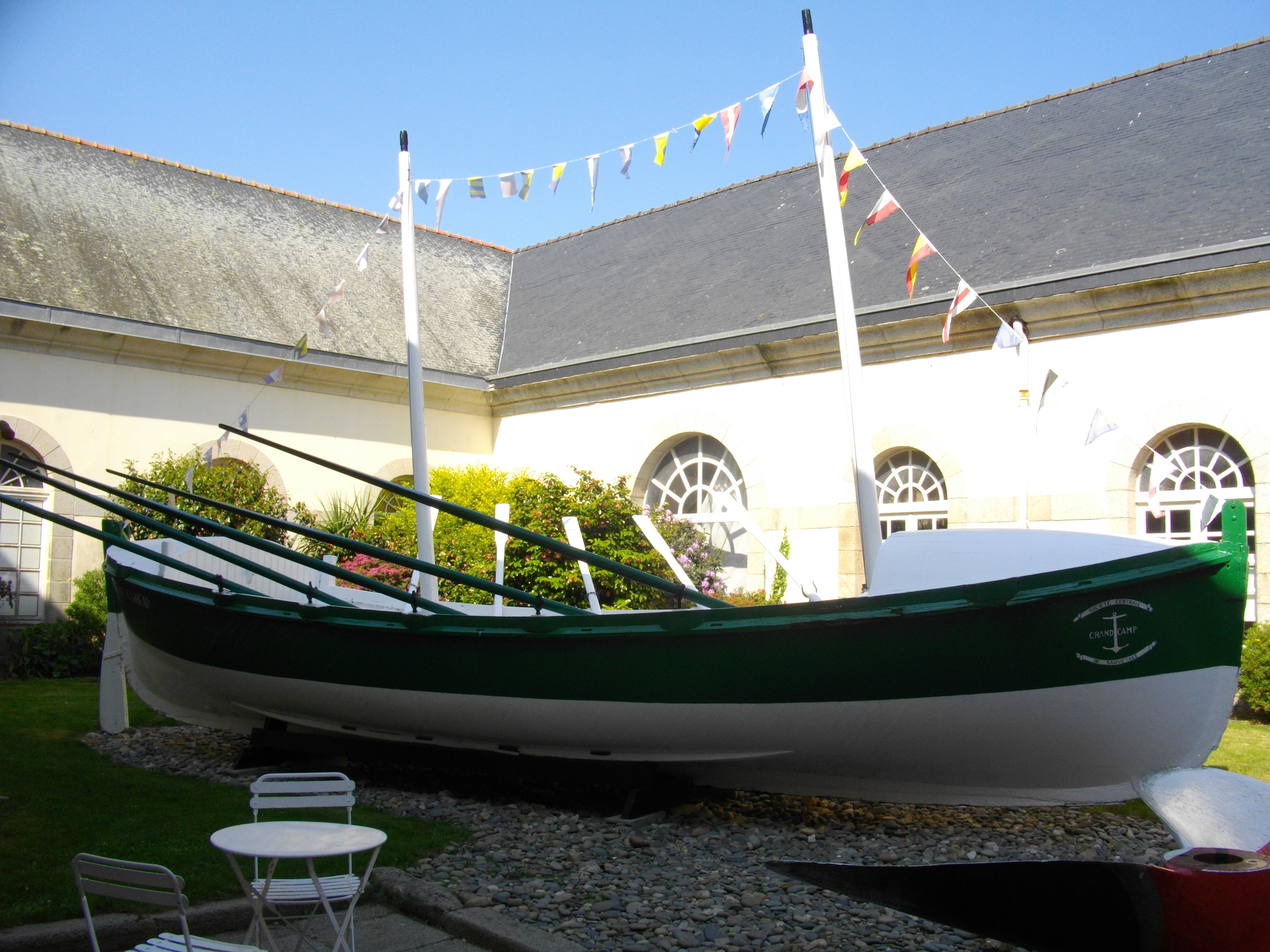
Musée de la Pêche à Concarneau.
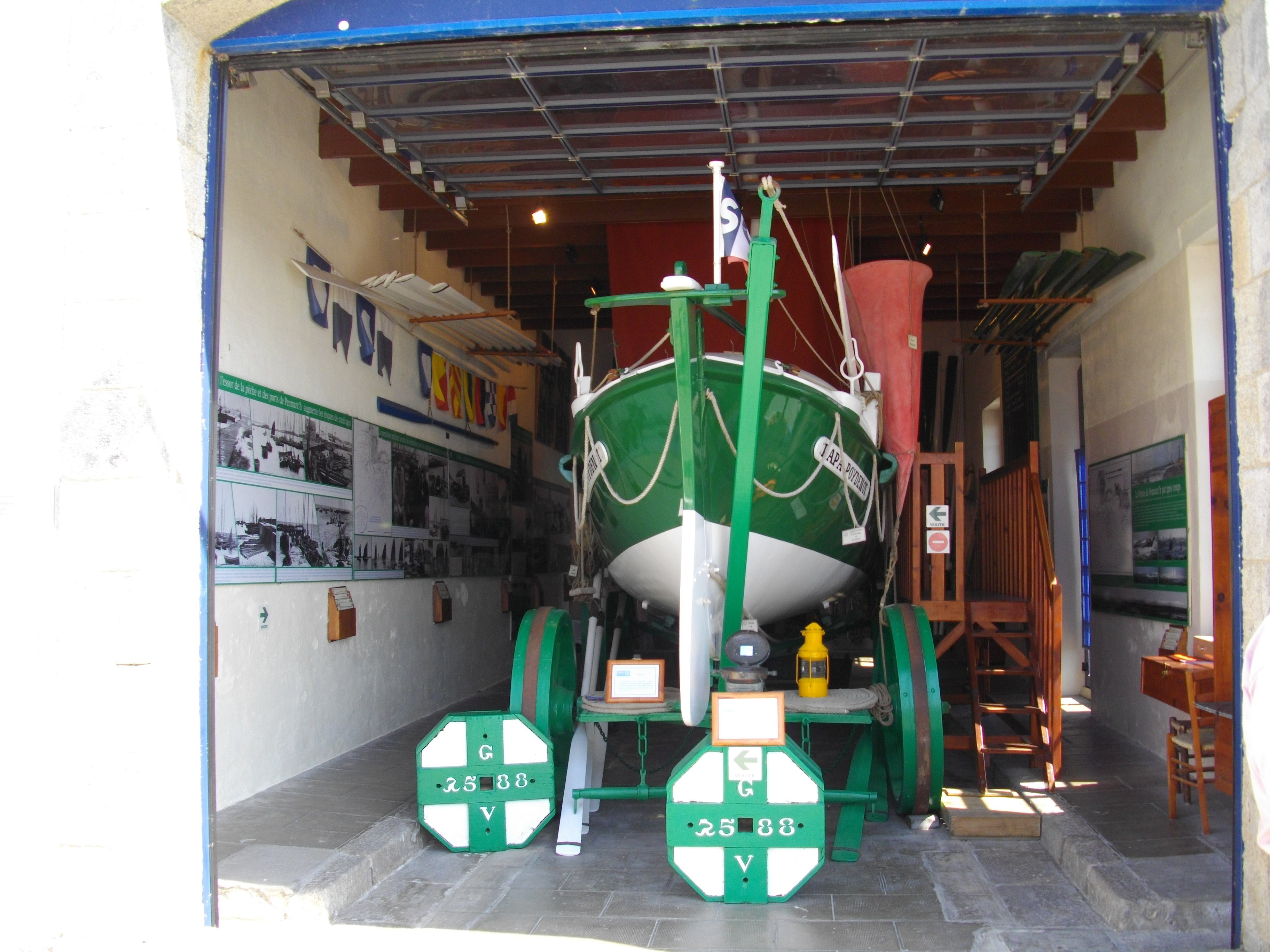
Le Papa Poydenot.
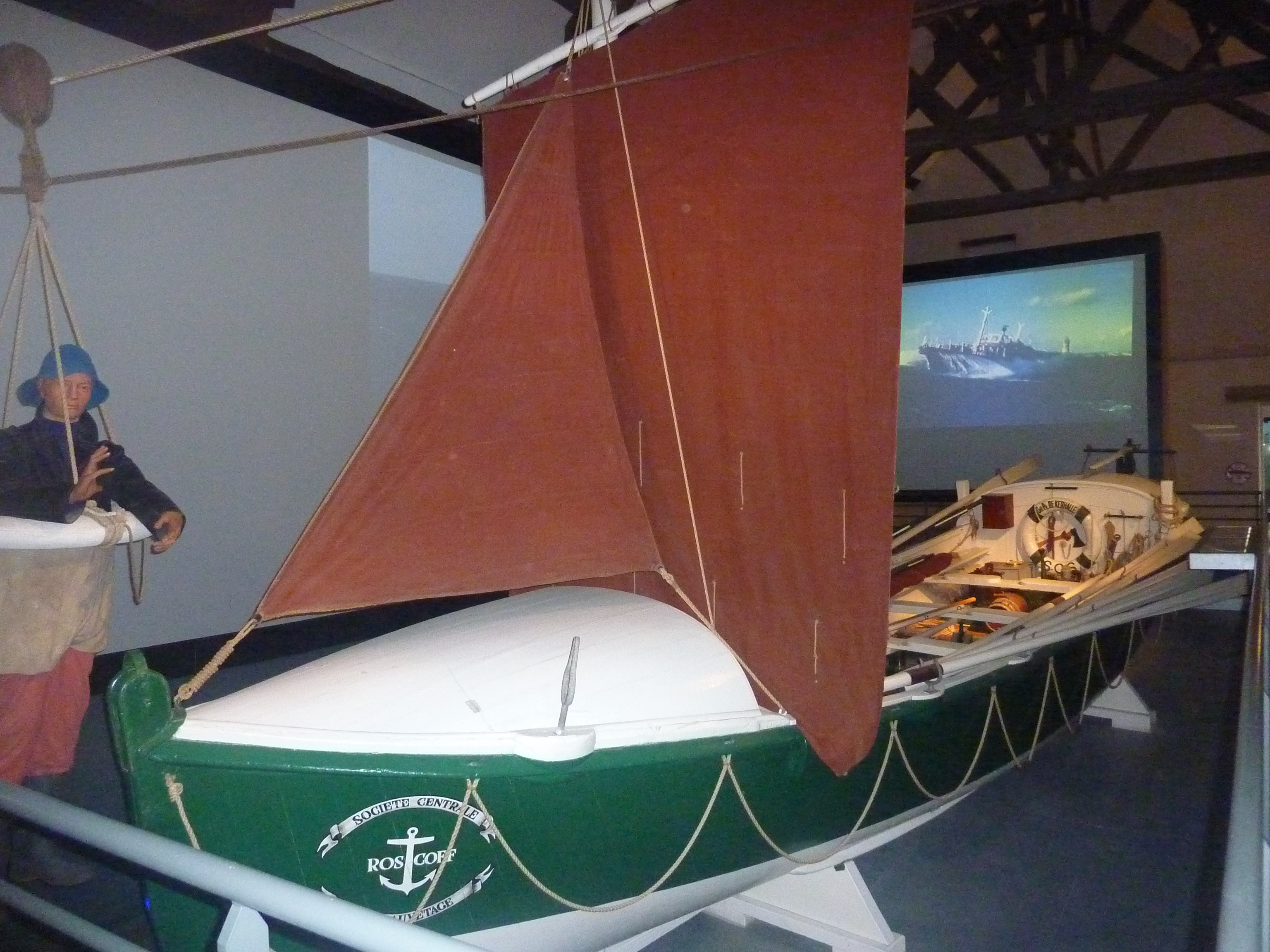
Le canot de sauvetage Philippes de Kerhallet en service à Roscoff entre 1897 et 1953.

### Les canots de sauvetage à moteur

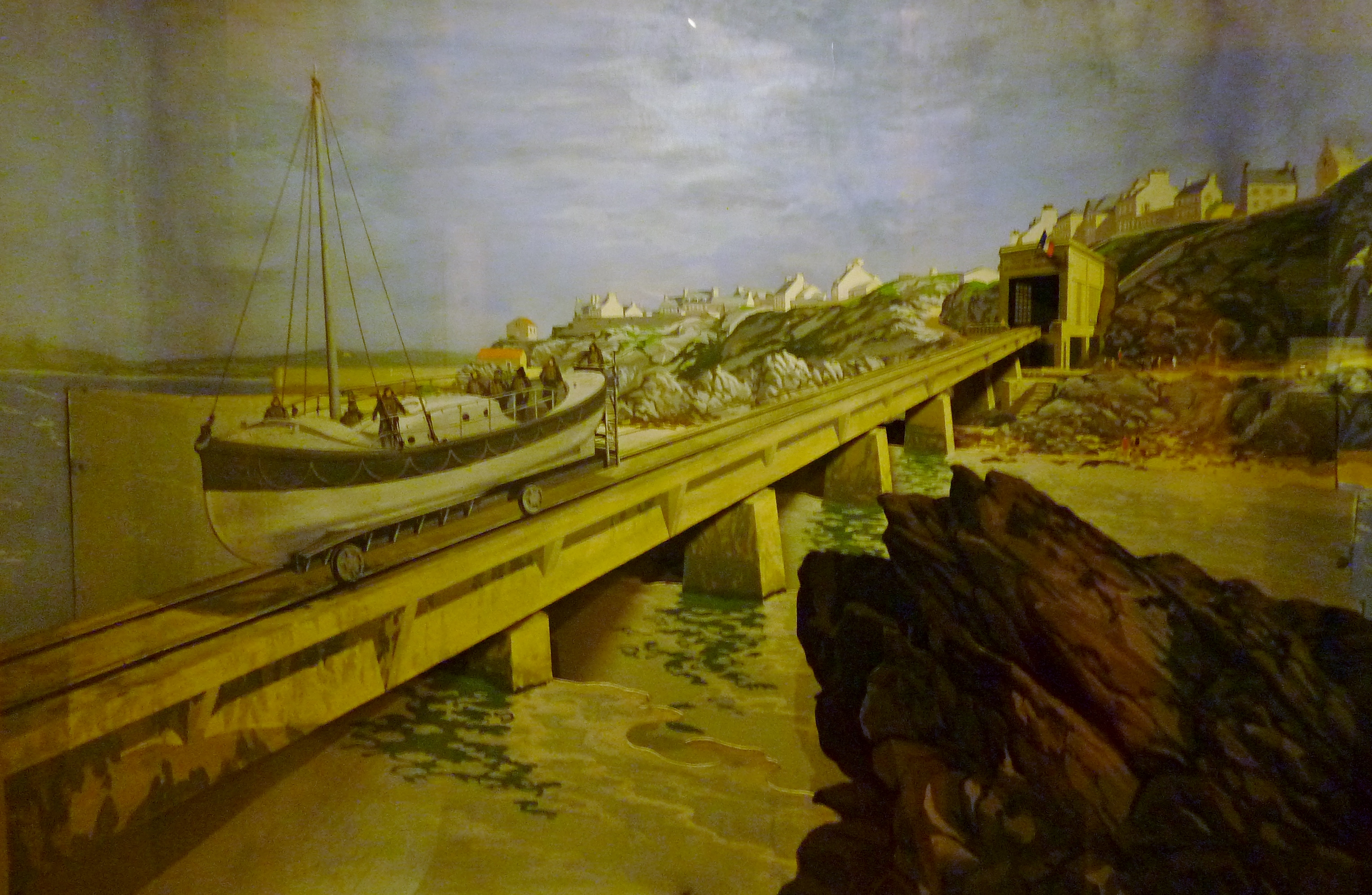
Une sortie du bateau de sauvetage à moteur du Conquet, le Nalie Léon Drouin entre 1931 et 1943 (musée national de la Marine de Port-Louis).
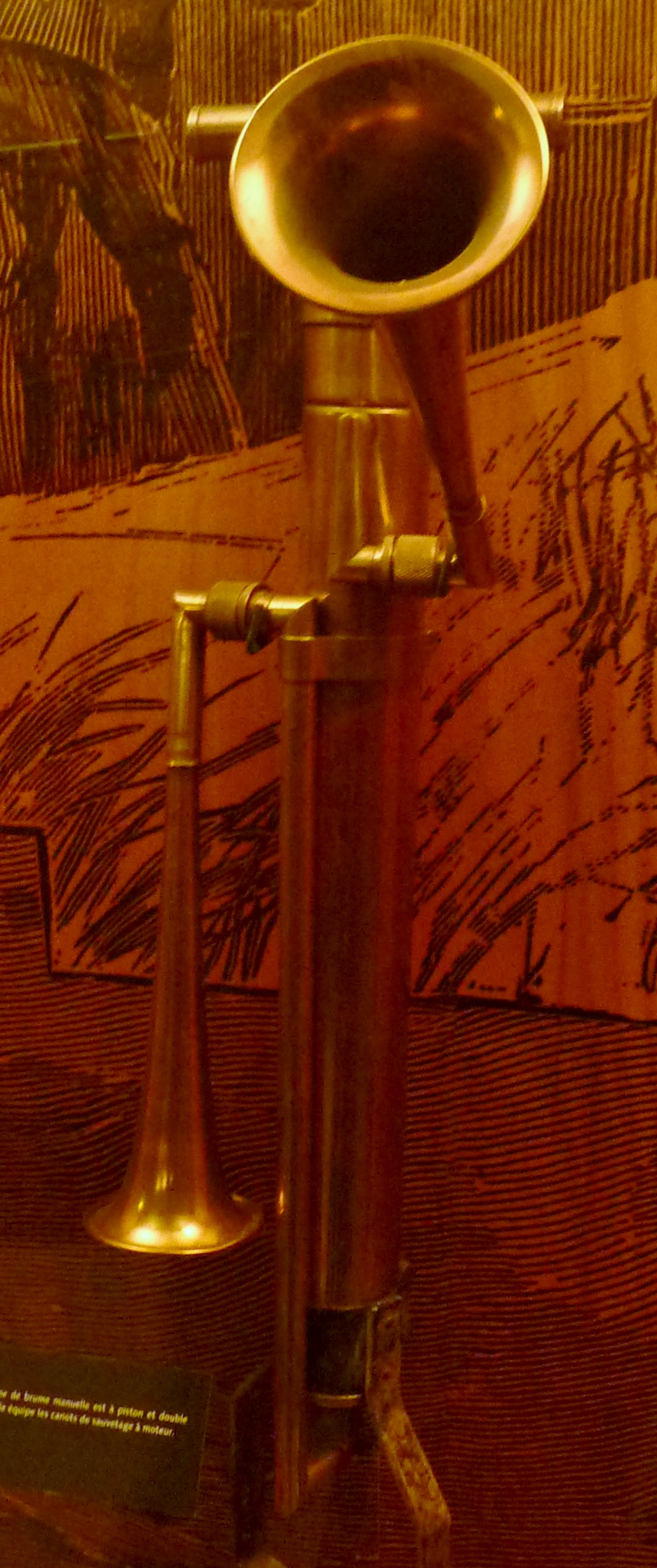
Corne de brume équipant le canot de sauvetage à moteur de Camaret.